# Национальный конгресс Гондураса
Национальный конгресс (исп. Congreso Nacional) — законодательный орган (парламент) Гондураса. Резиденция располагается в столице городе Тегусигальпа.

## Состав
Единственная палата состоит из 128 депутатов, избираемых в департаментах на четырехлетний срок по пропорциональной системе. До 1997 года депутаты избирались непрямым голосованием.